# Phyllodactylus bordai
Espèce
Statut de conservation UICN

 LC  : Préoccupation mineure
Phyllodactylus bordai est une espèce de geckos de la famille des Phyllodactylidae.

## Répartition et habitat
Cette espèce est endémique du Mexique. Elle se rencontre dans les États d'Oaxaca et du Guerrero. Elle vit dans la forêt tropicale sèche décidue.

## Étymologie
Cette espèce est nommée en l'honneur de Don José de la Borda (1699-1778).

## Publication originale
- Taylor, 1942 : Some geckos of the genus Phyllodactylus. University of Kansas science bulletin, vol. 28, no 6, p. 91-112 (texte intégral).